# بیشکازی
بیشکازی (انگلیسی: Bishkazi) یک شهرک در شهرستان چیشمینسکی در استان باشقیرستان کشور روسیه است.